# Lacconectus pulcher
Lacconectus pulcher är en skalbaggsart som beskrevs av Michel Brancucci 1986. Lacconectus pulcher ingår i släktet Lacconectus och familjen dykare. Inga underarter finns listade i Catalogue of Life.